# Інтерактивний електронний технічний посібник
Інтерактивний електронний технічний посібник (англ. interactive electronic technical manual (IETM)) — це портал для управління технічною документацією. ІЕТМ стискають томи тексту на компакт-диски або онлайн-сторінки, які можуть містити звук і відео, і дозволяють читачам знаходити потрібну інформацію набагато швидше, ніж у паперових посібниках. IETM почали широко використовуватися в 1990-х роках у величезних проєктах технічної документації для авіаційної та оборонної промисловості.

## Історія
Наприкінці 1970-х років у Сполучених Штатах Америки військові почали шукати інші способи створення технічних посібників. З впровадженням комп'ютерних технологій було теоретично доведено, що переведення технічних посібників в електронний формат дасть змогу заощадити кошти, краще інтегрувати їх з іншими логістичними системами й підвищити зручність використання технічних матеріалів.
У 1970-х і 1980-х роках у всіх видах збройних сил США були проведені дослідження з метою отримання інформації про те, які завдання повинні вирішувати електронні технічні посібники. Ранні дослідження проводилися в Управлінні комунікаційних технологій армії у Форт-Юстіс, Лабораторії людських ресурсів ВПС (нині — Лабораторія Армстронга) на авіабазі Райт-Паттерсон і Дослідницькому центрі Девіда Тейлора (нині — Центр надводних бойових дій ВМС, підрозділ Кардерок) у Бетесді, штат Меріленд. Програми, розроблені ВМС, Navy Technical Information Presentation System (NTIPS) і ВПС, Computer-based Maintenance Aid System (CMAS), були використані разом з опитуваннями користувачів, технологічним аналізом і проєктними дослідженнями для розробки базових концепцій IETM. На основі польових випробувань з технічним персоналом, який обслуговує військову техніку, було виявлено, що продуктивність значно підвищилась, а для недосвідчених техніків відбулось значне покращення. Одне з опитувань показало, що 90 % технічного персоналу надають перевагу електронним посібникам і вважають їх простішими у використанні.
Серед інших прикладів покращень, досягнутих завдяки IETM, були й інші:
- Військово-морський флот — 100 % технічного персоналу, як досвідченого, так і недосвідченого, виявили несправність при використанні електронних матеріалів у порівнянні з 58 %, коли технічний персонал використовував паперові посібники
- Військово-повітряні сили — 100 % ізоляції несправностей для досвідчених і недосвідчених техніків, які використовують електронні матеріали, порівняно з 75 % успіху при використанні паперових посібників

Зважаючи на позитивні результати, Міністерство оборони визначило необхідність стандартизації розробки IETM. У 1987 році була створена спільна військово-комерційна група, до складу якої увійшли представники Управління комп'ютеризованої підтримки закупівель і логістики Міністерства оборони (OSD CALS) та Асоціації аерокосмічної промисловості (AIA). Ця група розробила концепції авторства IETM, представлення IETM і обміну даними, які були використані як основа для розробки стандарту. У 1989 році ВМС, ВПС і сухопутні війська США сформували спеціальну групу для визначення найкращого способу створення стандартів для IETMS. Досвід використання NTIPS і CMAS, пізніше перейменованої в Integrated Maintenance Information System (IMIS), а також матеріали Комітету з безпаперових технічних посібників Керівної групи індустрії CALS (ISG), програми ВМС A-12, програми ВПС ATF і Керівництва зі стилю IETM програми PMDE армії стали відправною точкою для робочої групи з розробки стандартів IETM. Група випустила перший офіційний набір стандартів у 1992 році. У 1994 році старший інженер з досліджень і розробок Майкл Велдон (Michael Weldon), працюючи від імені корпорації LORAL, розробив демонстраційну Білу книгу IETM, в якій описав використання IETM, що використовує монітор в окулярах, з'єднаний з портативним CD-плеєром, що кріпиться на поясі, для вільного використання технічним персоналом в польових умовах, наприклад, під час роботи на вежі на висоті 60 футів над землею.
Група Tri-Service розробила три стандарти:
- MIL-M-87268. Посібники, інтерактивні електронні технічні: Загальний зміст, стиль, формат та вимоги до взаємодії з користувачами.
- MIL-D-87269. База даних, що переглядається: Інтерактивні електронні технічні посібники для підтримки.
- MIL-Q-87270. Програма забезпечення якості (QA): Інтерактивні електронні технічні посібники (IETM) та пов'язана з ними технічна інформація, вимоги до.

Група Tri-Service також розробила дорожню карту, яка тривала до 1997 року, для перегляду стандартів і створення документації, що пояснює ці стандарти.

## Класи
Функціональність систем IETM поділяється на шість класів. Але ці класи більше схожі на точки в спектрі можливостей, оскільки більшість реальних продуктів IETM знаходяться десь посередині між двома класами.
- Тип I
  - Клас 1 — Цей клас IETM відповідає структурі та формату друкованої книги, з покажчиками та змістом, на які є гіперпосилання у змісті документа. Це може бути відсканована книга з доданими посиланнями.
  - Клас 2 — цей формат містить більше гіперпосилань, ніж клас I, наприклад, рисунки, таблиці та посилання на розділи. Типовим прикладом є документ PDF з гіперпосиланнями. Документ буде розмічений за допомогою XML.
  - Клас 3 — Різниця між класом II й класом III аналогічна різниці між книгою у форматі PDF і вебсайтом. Структура книги відкидається, натомість документ структурується більш вільно, відповідно до логіки змісту. Документ все ще можна роздрукувати, але він не обов'язково буде відповідати презентації на екрані. Очікується, що в документі будуть гіперпосилання. Документ буде розмічений за допомогою XML.
- II тип
  - Клас 4 — Цей клас тепер очікує, що дані будуть зберігатися в реляційній базі даних, отримуючи переваги цілісності даних і усунення надлишковості даних. Зв'язки в контенті, які представлені у вигляді гіперпосилань, відображаються безпосередньо на зв'язки в схемі бази даних. Надлишковість даних, яка існує в попередніх класах, повинна бути видалена. Послідовність представлення також відрізняється від попередніх класів. Більше не існує поняття статичної сторінки. Вміст може динамічно змінюватися на основі навігації користувача і введення даних через вміст; тепер вміст може бути специфічним для користувача. Більше неможливо надрукувати лінійний формат документа.
  - Клас 5 — У цьому класі документація тепер інтегрована з експертними системами, які можуть впливати на відображення контенту. Наприклад, система IETM може агрегувати дані з великої кількості введених користувачами даних, передавати їх експертній системі, яка аналізує їх, а потім результат повертається користувачеві через систему IETM. Аналогією може бути пошук Google, де результати пошуку покращуються на основі аналізу великих масивів даних попередніх запитів, введених користувачами.
  - Клас 6 — Використано базу даних мережевої моделі. Використовувалася динамічна система гіперпосилань з багатьма пунктами призначення. Включав системно-орієнтовані рівні, а також аспекти усунення несправностей, збирання та розбирання. Удосконалений інтерактивний електронний технічний посібник (A-IETM 1992) був дослідницькою версією цієї системи з доповненою реальністю (AR), розробленою для того, щоб допомогти керувати стандартами, які використовуються в розмітці документації — ідея полягала в незалежному від інтерфейсу користувача потоці даних. Обслуговування в польових умовах і навчання були перевагами цієї системи. Створено для NAWCAD/IST і силами NAWCAD/IST.

## Матриця функціональності IETM
Через неточність загальних описів, що використовуються в описі класів та рівнів IETM, IETM тепер визначаються за допомогою матриці функціональності. IETM можуть мати багато різних функцій, і матриця функціональності використовується як контрольний список того, які функції необхідні для конкретного IETM. Цей контрольний список більш точно визначає, яку функціональність має IETM, і дозволяє чіткіше спілкуватися між розробником IETM і замовником IETM. Класи та рівні IETMS більше не вважаються прийнятними дескрипторами IETM.
Матриця функціональності IETM була вперше розроблена Комітетом з підтримки продукції Асоціації аерокосмічної промисловості США (AIA). Вона використовується в більшості військових технічних специфікацій США, а також в S1000D, міжнародному стандарті IETM.